# Latín de los canteros
El latín de los canteros o latín dos canteiros es el lenguaje utilizado por el gremio de canteros de Galicia, especialmente en la provincia de Pontevedra. Denominaban a este idioma "latín dos canteiros" o "verbo das arginas"; y transmitían, a través de este lenguaje críptico, de generación en generación, sus saberes en el arte de tallar la piedra.

## Ejemplos
Morrón: pra cubicar muriar xidavante j da argina,
xeres interbar o -verbo das arginas ¡ xejorrumeando explicas es
deeglase ¡ dadellastadaria e xeras enenvestar moxe xido. //
Cando anisques solóte polo deundo a ¡ murriar como artina,
xera jalrruar toi com- / pinches, o nobis verbo si xeres te or- /
meando aprecio, os do gichoficienes e nen- / te de xerian
perreamente os lapingos / e buxos. // Xilón, nexo agiote;
xilón, nexo chumar; / xilón, nexo esqueirar; xilón, xido
cabancar; / xilón, xido entileger; xilón, xido vay, xilón / xido murriar (1).

(1)Ballesteros Curiel, Julio.— Verbo das arginas. Jeríifi-lattii de los canteros. Pontevedra, 1919. pág, 33.
Traducción:

«muchacho, para aprender bien el oficio de cantero 
necesitas saber el idioma en el que se explican las leyes 
de la talla de la piedra. Cuando salgas solo por el mundo 
a trabajar como cantero, hablarás con tus camaradas de oficio 
nuestra lengua, si es que quieres te estimen y no te 
traten mal los señores y los maestros. Hombre: no serás ladrón.
Hombre: no serás bebedor. Hombre: no serás embustero. Hombre: serás
caritativo. Hombre serás instruido. Hombre serás veraz.
Hombre serás trabajador»

Ballesteros Curiel, op. cit.
En vasco, hargin, 'cantero'. 

Y en xíriga, ergue o erguín, 'pedernal, piedra cortante'.